# Студзениці (Сілезьке воєводство)
Студзениці (пол. Studzienice, нім. Studzienitz) — село в Польщі, у гміні Пщина Пщинського повіту Сілезького воєводства.
Населення — 1792 особи (2011).
У 1975-1998 роках село належало до Катовицького воєводства.

## Демографія
Демографічна структура станом на 31 березня 2011 року:
|          | Загалом | Допрацездатний вік | Працездатний вік | Постпрацездатний вік |
| -------- | ------- | ------------------ | ---------------- | -------------------- |
| Чоловіки | 896     | 229                | 598              | 69                   |
| Жінки    | 896     | 201                | 555              | 140                  |
| Разом    | 1792    | 430                | 1153             | 209                  |